# Williams Cone
Der Williams Cone ist ein Vulkan im  Nordwesten der kanadischen Provinz British Columbia.

## Geographie
Der Williams Cone ist ein Schlackenkegel an der Nordostflanke des Mount Edziza etwa 20 km südöstlich des Buckley Lake im Cassiar Land District im nordwestlichen British Columbia. Er hat eine Höhe von 2100 m und ist einer von mehreren Vulkankegeln im Desolation Lava Field, einem der größten Gebiete holozäner Lavaströme im Mount Edziza Volcanic Complex,:214 ganz im Norden des Big Raven Plateau. Der Williams Cone ragt mehr als 275 m über das umgebende Gelände und ist an seinem Fuß 1,2 km breit, was ihn zum größten Schlackenkegel im Desolation Lava Field macht.:223
Der Vulkan liegt südöstlich der Gemeinde Telegraph Creek im Mount Edziza Provincial Park,mit einer Fläche von 266.180 ha einem der größten Provincial Parks in British Columbia. Er wurde 1972 als „Schaufenster“ der vulkanischen Landschaft eingerichtet und besteht nicht nur aus dem Gebiet des Mount Edziza, sondern auch aus der Spectrum Range im Süden, die beide durch den Raspberry Pass voneinander getrennt sind. Der Mount Edziza Provincial Park liegt im Tahltan Highland, einer nach Südosten gerichteten Hochebene an der Westseite des Stikine Plateau.:49
Ein etwa 13 km langer Lavastrom bewegte sich um etwa 630 u. Z. vom Williams Cone aus die Nordseite des Big Raven Plateau hinab und staute zeitweise den Klastline River. Ejekta aus einer Eruptionssäule wurden durch einen starken Westwind ostwärts verfrachtet; einige davon wurden auf der Ostflanke des Williams Cone abgelagert.
Der Williams Cone ist Teil des Mount Edziza Volcanic Complex, der aus verschiedenen, einander überlappenden Landschaftselementen wie Schildvulkanen, Schichtvulkanen, Lavadomen und Schlackenkegeln besteht, die in den vergangenen 7,5 Millionen Jahren entstanden.:124,125 Ein großes, steilwandiges Objekt an der Westseite des Williams Cone ähnelt einem Amphitheater:223 und enthält eine kleinere Gruppe von Schlackenkegeln. Der Tsecha Creek entspringt in Nachbarschaft zum Williams Cone. Das Quellgebiet des Tsecha Creek, ist mit lockeren Ejekta des Vulkans bedeckt.:320 Der Tsecha Creek ist ein Nebenfluss des Kakiddi Creek; dieses nordwärts strömende Fließgewässer mündet in den Klastline River, einen Nebenfluss des Stikine River. Der Williams Cone gehört damit wie der Rest des Mount Edziza Volcanic Complex zum Einzugsgebiet des Stikine River.:33
Abgesehen vom Hauptmassiv des Mount Edziza, eines 2786 m hohen Schichtvulkans, ist der Williams Cone von einer Reihe vulkanischer Objekte umgeben. Etwa 6 km nordwestlich befindet sich eine lineare Gruppe aus vier Vulkankegeln; der Eve Cone liegt am nordwestlichsten Ende dieser Linie, während sich die drei Triplex Cones zwischen dem Eve Cone und dem Williams Cone befinden.  Der Sleet Cone, der Storm Cone und der Moraine Cone liegen etwa 3 km östlich, südwestlich bzw. südsüdwestlich des Williams Cone. Etwa 5 km nordöstlich liegt der Twin Cone, wogegen der Sidas Cone etwa 9 km nördlich zu finden ist.:214 Etwa 3 km südöstlich des Williams Cone liegt The Pyramid an der Nordostflanke des Mount Edziza. Alle diese Objekte sind Teil des Desolation Lava Field ganz im Norden des Big Raven Plateau mit Ausnahme von The Pyramid, welcher von seiner Umgebung durch den mächtigen Sander eines aktiven Talus getrennt ist.:214

## Name und Etymologie
Der Name des Vulkans wurde am 2. Januar 1980 offiziell anerkannt und auf der Karte 104G/15 des National Topographic System eingetragen, nachdem er vom Büro der BC Geographical Names in Victoria (British Columbia) durch die Geological Survey of Canada übermittelt wurde. In seinem Bericht The Late Cenozoic Mount Edziza Volcanic Complex, British Columbia von 1992 gab Jack Souther dem Williams Cone das Numeronym DLF-10, wobei DLF die Abkürzung für Desolation Lava Field darstellt und die 10 sich auf die Tatsache bezog, dass der Williams Cone das zehntjüngste eruptive Zentrum im Lavafeld war.:214,222
Der Williams Cone ist nach einem Mann namens Hank Williams benannt, welcher 1974 oder vorher in einer Lawine nahe dem Vulkan gemeinsam mit Johnny Edzerza getötet wurde. Die Lawine wurde in einem heftigen Schneesturm, der aus dem Norden heranzog, ausgelöst, als Hank Williams, Johnny Edzerza und dessen Ehefrau Eve Edzerza in einem Hundeschlitten von Telegraph Creek nach Iskut über 72 km ostwärts unterwegs waren. Eve Edzerza war die einzige Überlebende und führte ein Rettungsteam zur Unfallstelle.

## Geologie

### Hintergrund
Als Teil des Mount Edziza Volcanic Complex liegt der Eve Cone in einem weiten Gebiet von Vulkanen und Lavaströmen, das als Northern Cordilleran Volcanic Province bezeichnet wird und sich vom Nordwesten von British Columbia nordwärts über die Provinz Yukon bis ins östlichste Alaska erstreckt.:1280–1284 Die dominanten Gesteine, aus denen diese Vulkane bestehen, sind Alkalibasalte und Hawaiite, wobei Nephelinit, Basanit sowie peralkaliner Phonolith, Trachyt und Comendit lokal häufig sein können. Diese Gesteine wurden durch Vulkanausbrüche vor 20 Millionen bis wenigen hundert Jahren abgelagert. Als Ursache der vulkanischen Aktivität in der Northern Cordilleran Volcanic Province wird das Rifting der Nordamerikanischen Kordillere angenommen, welches durch Änderungen der relativen Plattenbewegung zwischen der Nordamerikanischen Platte und der Pazifischen Platte angetrieben wird.:1280

### Entstehung

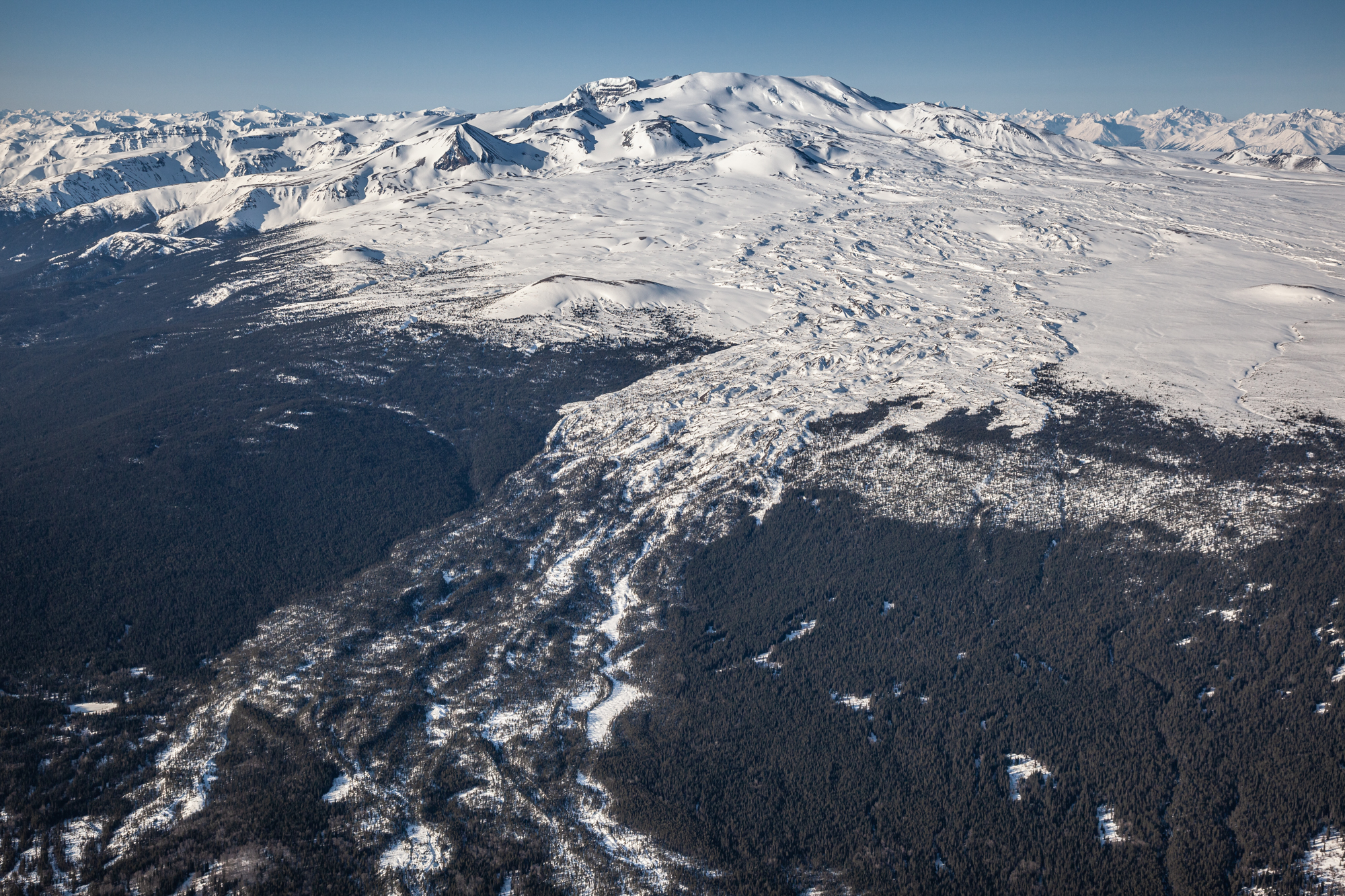
Lavastrom des Williams Cone von Nordosten

Der Williams Cone entstand durch einen Vulkanausbruch, bei dem Schweißschlacken und vulkanische Bomben rund um mehrere Schlote angehäuft wurden.:223 Eine Eruptionssäule wurde von einem starken Westwind ostwärts verfrachtet, was zur Ablagerung von Schlacken und Asche an der Ostflanke des Vulkans führte.:27 Die Ejekta aus dieser Eruptionssäule verbreiteten sich in Form von 1 bis 3 mm großen Partikeln bis zu 9,5 km ostwärts quer über das Big Raven Plateau bis zum Tal des Kakiddi Creek.:27,224 Je näher man dem Williams Cone kommt, desto größer werden die Partikel selbst wie auch ihre Körnung, wo 5 bis 20 mm große Schlacken bis zu 4,5 m dicke Bänke bilden. Kleine Fließgewässer haben nordöstlich des Williams Cone Paläoböden unter den Ejekta des Vulkans zutage treten lassen.:224
Dem Auftürmen des Williams Cone folgte der Einsturz seiner Westflanke gegen Ende des Ausbruchs, was zur Entstehung des steilwandigen Amphitheaters führte. Ein Teil des Gerölls aus diesem Einsturz wurde in Wällen westlich des Amphitheaters angehäuft, aber der größte Teil wurde von mächtigen Lavaströmen aus dem Williams Cone weggeschwemmt.:27,223 Die Lava wurde vom eingestürzten Zentral-Krater des Williams Cone sowie aus Schloten rund um seinen Fuß ausgestoßen. Lavaströme dieser Schlote vereinigten sich zu einem ungefähr 1,5 km breiten und 13 km langen Verbundstrom.:224 Dieser Lavastrom ist einer der größten im Desolation Lava Field und bewegte sich nordostwärts die Nordseite des Big Raven Plateau hinab bis in das Tal des Klastline River, wo er einem temporären Lavadamm bildete.:27
Der Williams Cone und seine Auswurfprodukte sind in ihrer Zusammensetzung hawaiitisch. Sie sind Teil der Big-Raven-Formation und die jüngsten Beiträge zum Desolation Lava Field.:223 Mithilfe der Radiokarbonmethode untersuchte verkohlte alpine Weiden-Zweige, die in den Ejekta des Williams Cone konserviert wurden, legen einen Ausbruch zwischen den Jahren 480 und 780 nahe; höchstwahrscheinlich ereignete er sich im Jahr 630.:224 Obwohl der Williams Cone der jüngste Vulkankegel im Desolation Lava Field ist, könnte er nicht das jüngste vulkanische Objekt im Mount Edziza Volcanic Complex sein; The Ash Pit an der Südseite des Kitsu Plateau könnte noch jünger sein.:223, 235

### Grundgebirge

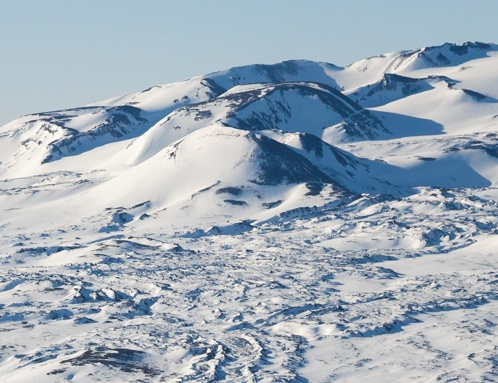
Der Williams Cone von Norden

Der Williams Cone überlagert die Edziza-Formation, die Ice-Peak-Formation, die Nido-Formation und die Raspberry-Formation, allesamt ältere stratigraphische Einheiten des Mount Edziza Volcanic Complex. Die Edziza-Formation ist die jüngste der vier geologischen Formationen; sie besteht hauptsächlich aus pleistozänem Trachyt, der in der Form von pyroklastischer Brekzie sowie Ablagerungen von Laharen oder Ascheströmen vorliegt. Unter der Edziza-Formation lagern pleistozäner Alkalibasalt und Hawaiit der Ice-Peak-Formation, welche in Form von subaerischen Lavaströmen oder pyroklastischer Brekzie vorliegen. Diese vulkanischen Gesteine werden von alkalibasaltischen Lavaströmen oder Fluss-Brekzien des Tenchen Member der Nido-Formation unterlagert; sie wurden aus vielen Vulkanen im Pliozän ausgestoßen. Die älteste geologische Formation unter dem Williams Cone ist die Raspberry-Formation, welche aus miozänem Alkalibasalt und kleineren Anteilen von Hawaiit und Mugearit besteht. Diese vulkanischen Gesteine liegen hauptsächlich in Form von Lavaströmen, Fluss-Brekzien und Agglutinaten vor. Unter der Raspberry-Formation lagern sedimentäre, vulkanische und metamorphe Gesteine des Stikine-Terrans aus dem Paläozoikum und Mesozoikum.:2,39